# Maupuia
La ville de Maupuia est située sur la  Péninsule de Miramar (en) dans l’est de la cité de Wellington, située dans le sud de l’Île du Nord de la Nouvelle-Zélande.

## Situation
Elle est localisée au nord-ouest de la banlieue de Miramar.
Elle fut développée dans les années 1970 au niveau du ‘Eastern Ward’.
Elle est limitée au nord et à l’est par le mouillage de Wellington Harbour (en), au sud-est par la banlieue de Seatoun, au sud par celle de Miramar et à l’ouest par Evans Bay

## Population
Maupuia a une population de 1 497 habitants à l’occasion du recensement de 2013 en Nouvelle-Zélande, en augmentation de 93 personnes depuis le recensement de 2006.
Il y avait 747 hommes et 747 femmes.
Les tableaux ont été arrondis et peuvent ne pas correspondre au total .
59,7 % étaient européens/Pākehā, 10,3 % étaient Māori, 8,8 % étaient des personnes originaires des îles du Pacifique et 23,4 } étaient asiatiques .

## Géographie
La partie nord de la péninsule, est parfois connue sous le nom de ‘ Crawford’, comprenant ‘Maupuia Park’, l’ancienne prison de Wellington (en) (aussi connue sous le nom de prison du ‘ Mount Crawford’) et la pointe de la péninsule au niveau de ‘Point Halswell’ où siège le Massey Memorial (en) pour l’ancien premier ministre William Massey.
Shelly Bay est située sur le côté ouest de la péninsule et une ancienne base militaire de la navy et de l’air force, sur laquelle, il est espéré voir se développer des logements,.
D’autres baies sur le côté ouest de la péninsule sont nommées ‘Karaka Bay’, ‘Scorching Bay’, ‘Mahanga Bay’ et ‘Kau Bay’.

## Histoire
A l’origine le secteur était le site d’pa Māori .
Maupuia fut une partie du borough de Miramar à partir de 1904 et jusqu’en 1921, quand le borough fut incorporé dans la cité de Wellington .
En 1949, le conseil de la cité de Wellington (en) échangea avec le gouvernement le « Townsend Estate » de 145 ¹⁄₂ acres soit (59 ha) au niveau de ‘Watts’ dans la Péninsule de Miramar contre 13 ¹⁄₄ acres (5,4 ha) de terrain de la banlieue adjacente à l’ Université Victoria de Wellington, nécessaires à l’expansion de l’université (plus 4 000 £).
Les terrains furent développés à partir de 1970 sous forme de subdivisions résidentielles de prestige pour finalement accueillir 2 500 personnes, avec initialement 100 maisons individuelles, 170 maisons de villes, 150 appartements pour 2 personnes,246 appartements pour trois personnes et 24 appartements pour pensionnaires.
Les travaux de terrassement s’étendant sur 20 ans nécessitèrent de déplacer 350,000 cubic yards (soit 268,000 mètres cubes) de remblais à l’aide de 70,000 déplacements en camion.
Les sections, avec vue sur Evans Bay, le mouillage et Aéroport international de Wellington furent mises en vente. Finalement les magasins et les zones de loisirs restent à être mis en place .

## Autres lectures
- (en) John Struthers, Miramar Peninsula: A Historical and Social Study, Wellington, John Struthers; Wright & Carman, 1975

- New Zealand Gazetteer